# Phreatomerus latipes
Phreatomerus latipes är en kräftdjursart som först beskrevs av Charles Chilton 1922.  Phreatomerus latipes ingår i släktet Phreatomerus och familjen Amphisopidae. Inga underarter finns listade i Catalogue of Life.